# واتا
واتا (به مجاری:  Vatta) یک سکونتگاه مسکونی در مجارستان است که در بورشود-آبااوی-زمپلن واقع شده‌است. دانیال اعظمی

## خصوصیات
واتا ۲۳٫۳۴ کیلومترمربع مساحت و ۹۱۹ نفر جمعیت دارد.